# エリアナ・ラモス
エリアナ・ラモス（Eliana Ramos, 1988年 - 2007年2月13日）は、ウルグアイのモンテビデオ出身のファッションモデル。エル（Elle）の愛称で親しまれ、アルゼンチンのモデル事務所パンチョ・ドット（Pancho Dotto）に所属していた。2007年の2月13日に自宅の寝室にて死亡。遺体は祖母が発見し、検視解剖の結果、死因は心不全と判明した。 原因は栄養失調であったものと推定されている。 彼女の関係者は「異常はみられなかった」と語っている。半年前には、同じくモデルとして活動していた姉のルイゼル・ラモスが、ショー出場中に同様に心不全で死亡している。その経歴を通してラテンアメリカで大いなる人気を維持し、南アメリカ以外ではメキシコで数回の仕事を行ったほか、2006年の前半期には姉のルイゼルとともに仕事で日本に3ヶ月間滞在した。